# Cămărzana (gmina)
Cămărzana – gmina w Rumunii, w okręgu Satu Mare. Obejmuje miejscowości tylko jedną  miejscowość Cămărzana. W 2011 roku liczyła 2355 mieszkańców.